# Januária (canção)
Januária (1967) é uma música do compositor Chico Buarque de Holanda inspirada no quadro homônimo que recebeu de presente do pintor Di Cavalcanti.